# Seboldshausen
Seboldshausen ist ein Stadtteil des niedersächsischen Bad Gandersheim im Landkreis Northeim.

## Geographie
Seboldshausen liegt drei Kilometer östlich von der Stadtmitte entfernt. In der Nähe befinden sich der DCC-Kur-Campingpark und der See-Kurpark.

## Geschichte
Am 1. März 1974 wurde Seboldshausen in die Stadt Bad Gandersheim eingegliedert.

## Politik
Gemäß der Hauptsatzung von Bad Gandersheim werden die Ortsteile der Stadt jeweils durch einen Ortsvorsteher vertreten. Aktuell ist D. Geyer in dieser Funktion.

## Kultur und Sehenswürdigkeiten
Die Dorfkirche, zur Propstei Bad Gandersheim gehörend, wurde 1884 gebaut im Stil der Neugotik.